# Iwan Szachowski
Iwan Leontiewicz Szachowski (ros. Иван Леонтьевич Шаховской, ur. 12 marca?/23 marca 1777, zm. 8 marca?/20 marca 1860 w Petersburgu) – rosyjski książę, generał piechoty i generał-adiutant.

## Życiorys
Służbę wojskową rozpoczął w 1786 w stopniu sierżanta w pułku izmaiłowskim, w 1794 w randze kapitana brał udział w tłumieniu insurekcji kościuszkowskiej, gdzie brał udział w szturmie Pragi, odznaczony Krzyżem za Zdobycie Pragi. W 1799 mianowany pułkownikiem, od 1804 generał major i szef 20 pułku jegrów.
Brał udział w wojnach napoleońskich, w bitwie pod Borodino dowodził brygadą i walczył z V korpusem polskim. Później walczył w kolejnych bitwach aż do zakończenia zajęcia Paryża, za co został odznaczony orderem św. Aleksandra Newskiego, a jeszcze w 1814 awansowany na generał-lejtnanta. Po powrocie do Rosji od 1817 dowodził dywizją grenadierów, od 1823 korpusem.
W 1826 mianowany generałem piechoty, uczestniczył w tłumieniu powstania listopadowego dowodząc korpusem m.in. w bitwie o Olszynkę Grochowską. Za szturm Warszawy odznaczony orderem św. Jerzego 2 klasy. Od 1850 generał-adiutant, w latach 1839-1858 przedstawiciel Ministerstwa Wojny w rządzie.